# Niki

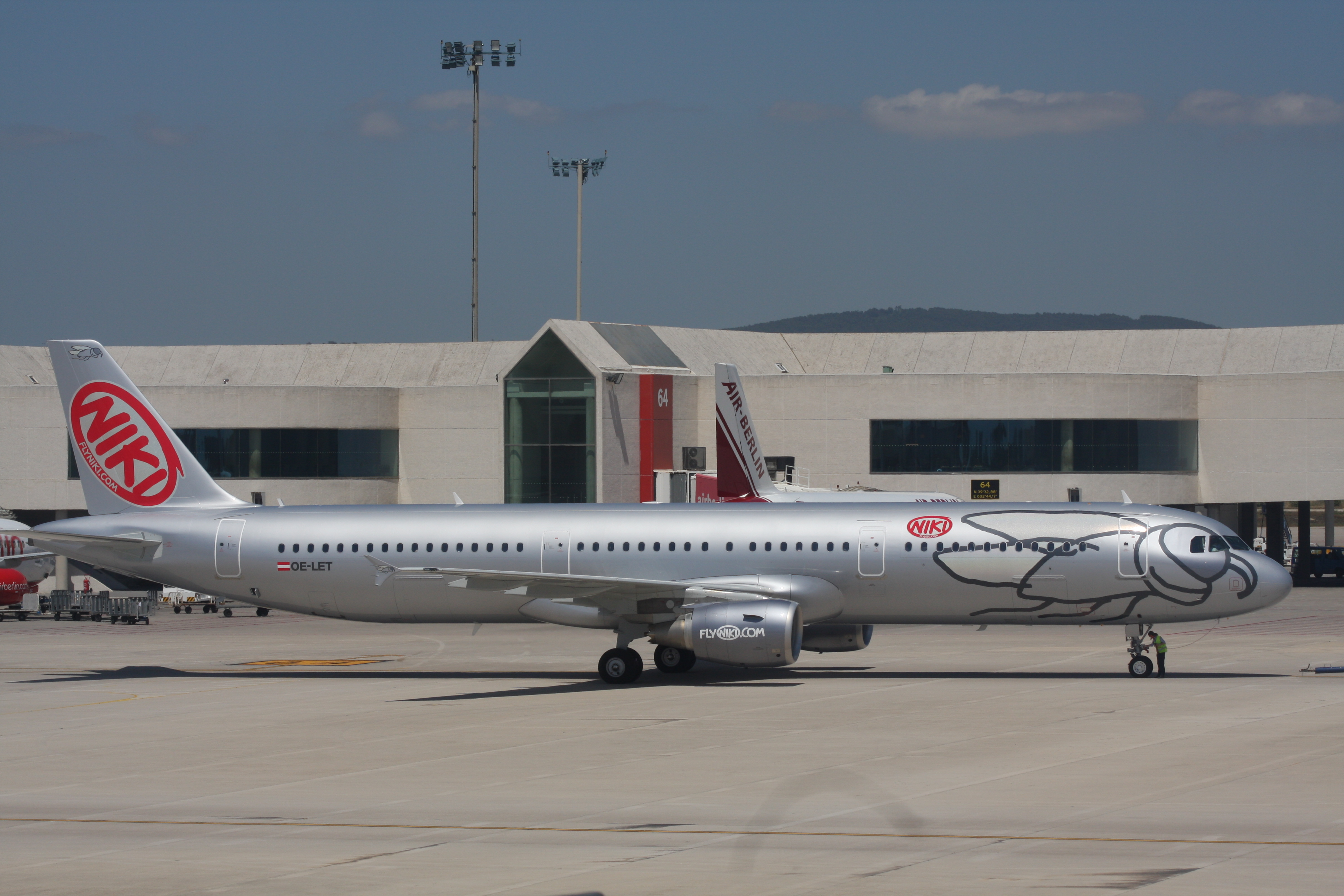
Airbus A321 в ливрее NIKI в аэропорту Пальмы

Niki — авиакомпания, базировавшаяся в Вене, Австрия. Обслуживала регулярные рейсы в Европу и Египет из Вены, Зальцбурга, Фридрихсхафена по заказу туроператора Neckermann Reisen. Основной базой являлся аэропорт Вены/. Прекратила полёты 14 декабря 2017 года после банкротства партнёрской авиакомпании  Air Berlin и неудачной попытки слияния с авиакомпанией Lufthansa.

## История
Ники Лауда, бывший гонщик «Формулы-1», покинул Lauda Air в ноябре 2000 года. В 2003 году Ники Лауда приобрёл Aero Lloyd Austria. Авиакомпания начала деятельность 28 ноября 2003 года под временным названием FlyNiki. 9 ноября 2004 года Niki анонсировала договор о сотрудничестве с Air Berlin. Две авиакомпании создали «лоу-кост альянс» airberlin group.
Авиакомпания принадлежит Air Berlin (49.9 %) и Ники Лауде, на март 2007 года в компании работало 197 человек..

## Направления
«Ники» работает на туристических направлениях в Европу и Египет из Вены, Зальцбурга, Линца и Граца по заказу туроператора Neckermann Reisen.
Международные регулярные рейсы (на март 2008 года):
Международное намеченное предназначение (в март 2008 года):

### Африка

#### Египет
- Хургада
- Луксор
- Марса Алам
- Шарм-эш-Шейх

### Европа

#### Австрия
- Грац
- Инсбрук
- Линц
- Зальцбург
- Вена

#### Франция
- Париж

#### Германия
- Франкфурт
- Мюнхен
- Нюрнберг

#### Греция
- Гераклион
- Корфу
- Кос
- Родос
- Самос
- Салоники
- Закинф

#### Италия
- Ламеция Терме
- Милан (Мальпенса)
- Рим

#### Португалия
- Лиссабон
- Мадейра

#### Россия
- Москва (Домодедово)

#### Испания
- Фуэртевентура
- Ивиса
- Лансароте
- Лас-Пальмас
- Малага
- Пальма де Майорка
- Тенерифе

#### Швеция
- Стокгольм (Стокгольм-Арланда)

#### Швейцария
- Цюрих

#### Болгария
- София

## Флот

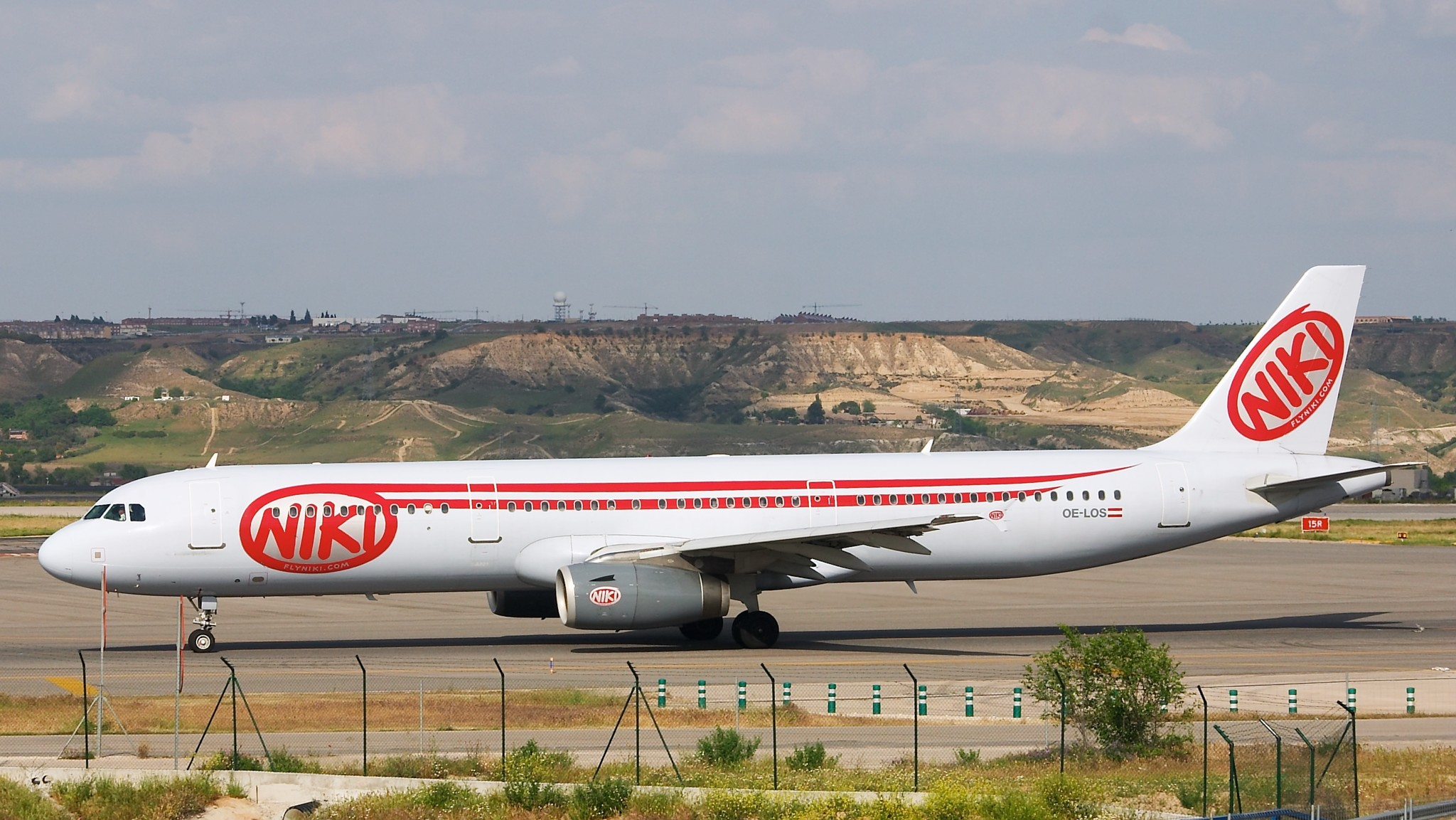
Airbus A321 «Niki»

Флот авиакомпании Niki (на 17 декабря 2012 года):
- 12 Airbus A320-214 (один самолёт получен в лизинг от Vueling Airlines)
- 4 Airbus A321-211
- 7 Embraer E-Jet-190

Заказано:
- 9 Airbus A320-214
- 2 Embraer E-Jet-190

В июне 2007 года было объявлено, что Niki получила первый 150-местный Airbus A319-112 (OE-LEK), первый самолёт семейства Airbus A320 с новым салоном, разработанным для Airbus A380.
14.12.2017. Объявила об остановке всех рейсов и операционной деятельности.